# Prinzessin Hind und Adi ibn Zaid

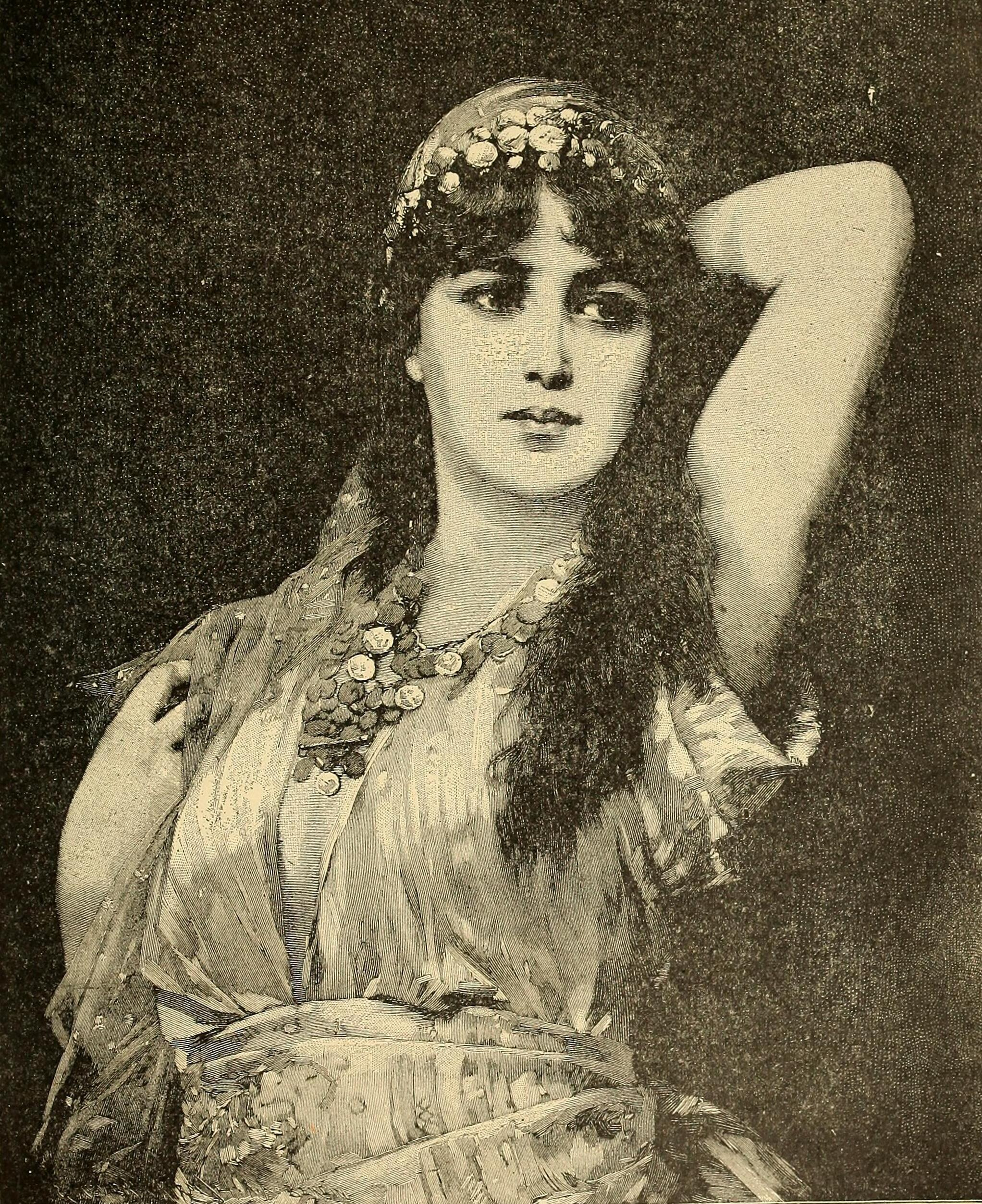
Die schöne Prinzessin Hind bint al-Nu'man (Symbolbild).

Prinzessin Hind und Adi ibn Zaid bzw. Adi ibn Zaid und Prinzessin Hind ist eine Erzählung aus den Geschichten aus Tausendundeiner Nacht. In der Arabian Nights Encyclopedia wird sie als ANE 140 gelistet (→ Tausendundeine Nacht – Liste der Geschichten). 
Die Geschichte handelt von einer Romanze der Lachmiden-Prinzessin Hind bint al-Nu'man.

## Handlung
Der arabische Lachmiden-König Al-Nu'man III ibn al-Mundhir (reg. 580–602) hatte eine elfjährige Tochter namens Hind, die das schönste Mädchen des ganzen Zeitalters war. Eines Tages besuchte sie eine weiße Kirche, am gleichen Tag an dem auch Adi ibn Zaid mit Geschenken des Perserkönigs Chosrau II. nach al-Hira kam und in dieselbe Kirche ging. Hind war in Begleitung einer Sklavin namens Mariya, die in Adi verliebt war. Auf den ersten Blick als Adi und Hind einander sahen, waren sie voneinander hingerissen.
Am nächsten Tag ging die Sklavin Mariya zu Adi und gestand ihm, dass sie ihn liebe und sich mit ihm sexuell vereinigen wolle. Adi gewährte ihr die Bitte unter der Bedingung, dass sie dafür sorge, dass er mit Hind bint al-Nu'man zusammenkomme. Da führte Adi Mariya zu einer Weinschenke, wo er mit ihr schlief. Mariya ihrerseits sorgte dafür, dass Hind einen Blick auf Adi bekam, die daraufhin in Ohnmacht fühlte. Daraufhin eilte Mariya zum König al-Nu'man und berichtete ihm von der Liebe zwischen Adi und Hind. Dieser wollte aber nicht, dass Adi erfuhr, dass er nun ihr Geheimnis kannte, woraufhin Mariya ihm und Adi sagte, dass Adi den König zu einem Mahl einladen solle und – wenn der König trunken vor Wein war – dann um die Hand von Hind anhalten sollte.
So kam es und al-Nu'man willigte ein und verheiratete seine Tochter Hind mit Adi ibn Zaid. Drei Jahre lebte das Paar glücklich, doch dann ergrimmte der König und ließ seinen Schwiegersohn töten. Hind trauerte schmerzlich um ihn und erbaute sich ein Kloster außerhalb der Mauern von Hira, wo sie der Welt entsagte und um ihren Gatten klagte und weinte, bis sie starb.

## Hintergrund
Die Geschichte findet sich in den ägyptischen Handschriften und den frühen Druckausgaben von Tausendundeine Nacht, darunter der Breslauer und der Bulaq-I-Ausgabe. Auf die Kalkutta-II-Edition griffen für ihre Übersetzungen Richard Francis Burton und Enno Littmann zurück.
Die Figur Hind bint al-Nu'man sowie ihr Vater Al-Nu'man III ibn al-Mundhir, der letzte König der arabischen Lachmiden-Dynastie, sind reale historische Figuren.

## Ausgaben
- Richard Francis Burton: Arabian Nights, Burton Club, 1900 (Erstausgabe 1885–1888), Band 5, S. 124–127.
- Enno Littmann: Die Erzählungen aus den tausendundein Nächten, Insel Verlag, Frankfurt 1968 (Erstausgabe 1922–1928), Band 3, S. 543–547.